# Seenavigationsfunkdienst über Satelliten

Bewegung der Weltraumfunkstellen NAVSTAR GPS

Der Seenavigationsfunkdienst über Satelliten (englisch maritime radionavigation-satellite service) ist gemäß Definition der Internationalen Fernmeldeunion (ITU) in der VO Funk ein Navigationsfunkdienst über Satelliten, bei dem die Erdfunkstelle sich an Bord von Seefahrzeugen befindet.
Dieser Funkdienst ist ein sicherheitsrelevanter- oder Safety-of-Life Service, ist zwingend vor Störungen zu schützen und wichtiger Bestandteil der Seenavigation.

## Dienste
Die VO Funk kategorisiert diesen Funkdienst wie folgt:
- Navigationsfunkdienst (Artikel 1.42)
  - Navigationsfunkdienst über Satelliten (Artikel 1.43): radionavigation-satellite service: A radiodetermination-satellite service used for the purpose of radionavigation. This service may also include feeder links necessary for its operation.
  - Seenavigationsfunkdienst (Artikel 1.44): maritime radionavigation service: A radionavigation service intended for the benefit and for the safe operation of ships.
    - Seenavigationsfunkdienst über Satelliten (Artikel 1.45): maritime radionavigation-satellite service: A radionavigation-satellite service in which earth stations are located on board ships.

  - Flugnavigationsfunkdienst (Artikel 1.46): aeronautical radionavigation service: A radionavigation service intended for the benefit and for the safe operation of aircraft.
    - Flugnavigationsfunkdienst über Satelliten (Artikel 1.47): aeronautical radionavigation-satellite service: A radionavigation-satellite service in which earth stations are located on board aircraft.

## Funkstellen
Der Seenavigationsdienst über Satelliten unterscheidet grundsätzlich:
- Erdfunkstellen (ErdFuSt)
- Weltraumfunkstellen (WrFuSt)

Funkstellen des Seenavigationsfunkdienstes über Satelliten:

Galileo-Satelliten (Europäische Union)
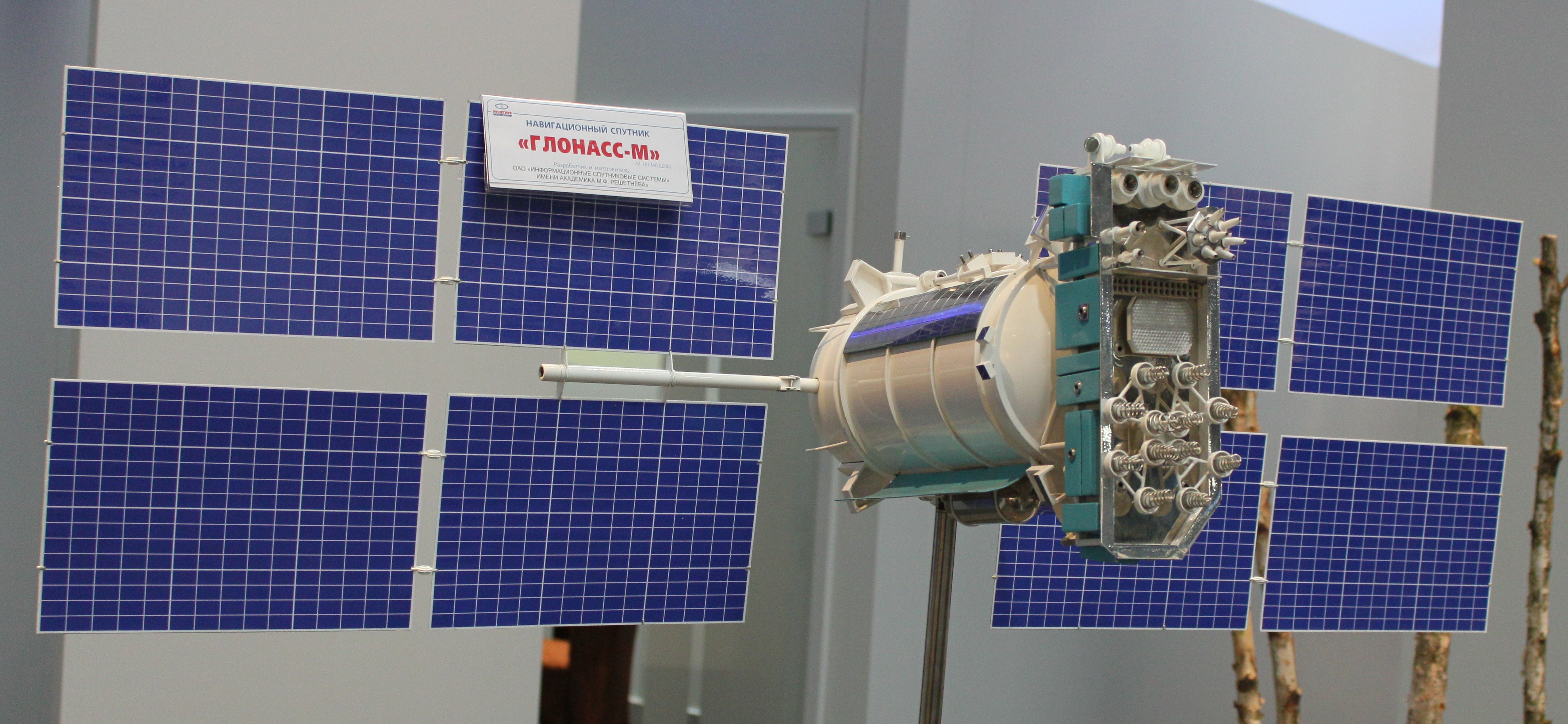
GLONASS-Satellit zweite Generation (Russische Föderation)

Ein breites Angebot von GPS-Geräten ist auf die besonderen Anforderungen der Navigation in der Seefahrt zugeschnitten. GPS gehört heute zur Grundausstattung eines Schiffes, meist als Kartenplotter, bei dem der über GPS ermittelte Schiffsort in Echtzeit auf einer elektronischen Seekarte angezeigt wird.